# Nockherstraße

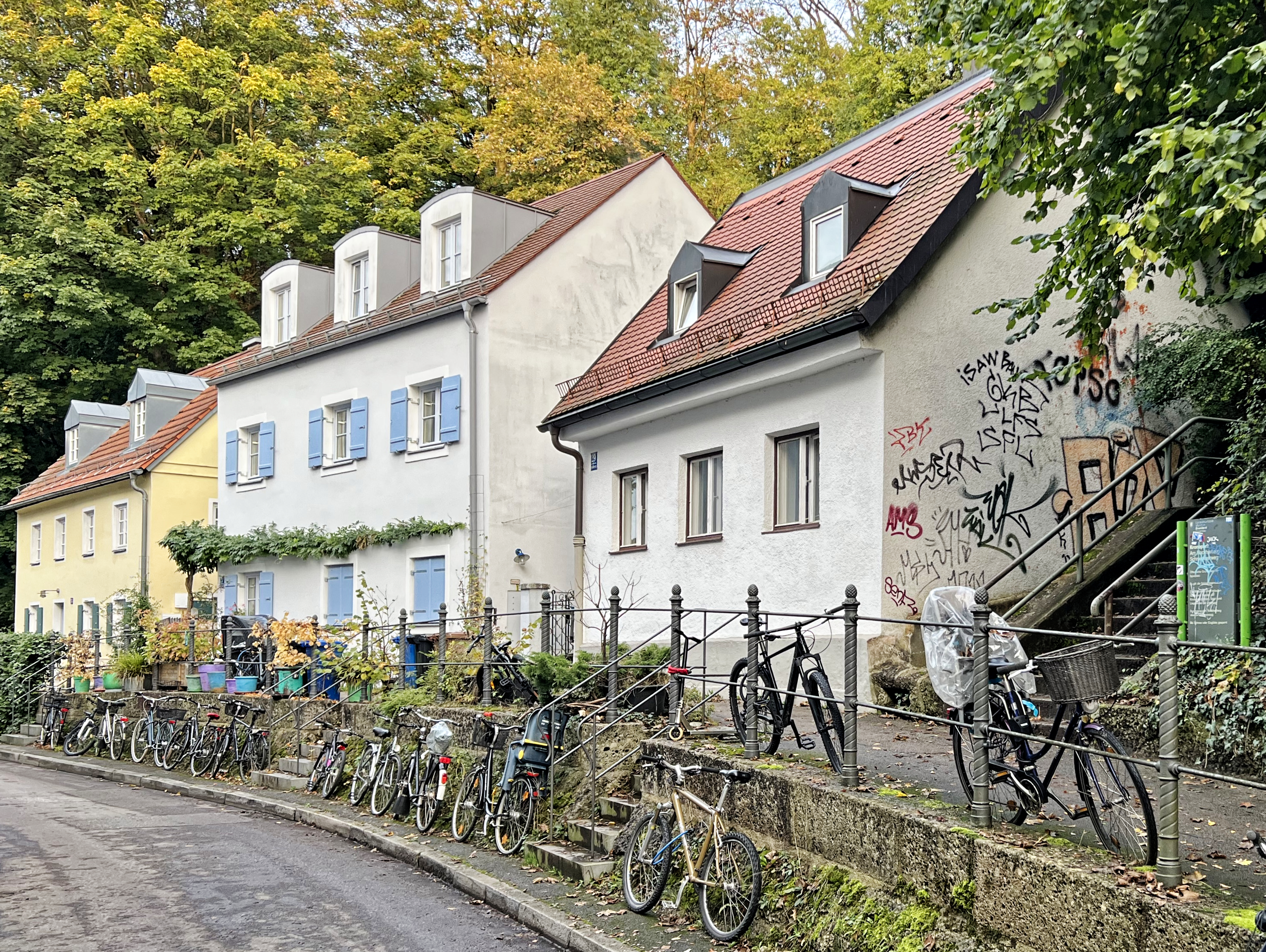
Nockherstraße 25–27

Die Nockherstraße liegt im Süden des 5. Stadtbezirks von München, Au-Haidhausen, in der ehemaligen Vorstadt Au im ursprünglichen Überschwemmungsgebiet der Isar. Die 500 Meter lange Straße verläuft zwischen dem Ende der Ohlmüllerstraße (Anfang der Straße Am Nockherberg) und dem Kolumbusplatz am Fuße des Isarhochufers. Ungefähr 400 Personen leben in der Nockherstraße.

## Geschichte
Keimzelle der Straße waren zwei Mühlen am Auer Mühlbach, die auf das 15. Jahrhundert zurückgehen, und Gebäude für die Jagdbediensteten des nahe gelegenen kurfürstlichen Falkenhofs mit dem Gasthaus „Zum Jägerwirt“. Der ursprüngliche Name der Straße war Jägerhäuselgasse oder Bei den Jägerhäuseln, wie aus dem amtlichen Verzeichnis der Häusernummerierung in der Vorstadt Au von 1857 hervorgeht. 1876 wurde die Straße nach der sozial engagierten Bankiersfamilie Nockher, deren Schlösschen auf dem heutigen Nockherberg stand, in Nockherstraße umbenannt.
Anfang des 19. Jahrhunderts (nachweislich ab 1813, wie aus Plänen verschiedener Häuserakten hervorgeht) entstand auf der Hangseite eine dichte Bebauung mit so genannten Herbergshäusern. Im nördlichen Teil der Straße siedelte sich die Hoffischerei mit fünf Fischteichen an. Die Landwirtschaft befand sich Mitte des 19. Jahrhunderts auf dem Rückzug. Neben den Agrarflächen, Teichen und Viehstallungen etablierten sich Produktionsbetriebe, zuerst eine der größten Bettfedernfabriken Süddeutschlands und nach dem Zweiten Weltkrieg eine Niederlassung von Rohde & Schwarz. Der Übergang von der Landwirtschaft zu Handwerk und Industrie ging einher mit der Eingemeindung des Ortes Au in die Stadt München im Jahre 1854 (königliche Anordnung vom 17. Mai 1854).
Etwa ab dem Jahr 1860 wurde die gegenüber gelegene westliche Straßenseite nach und nach mit Mietshäusern bebaut. Hinzu kamen vier Wirtshäuser und eine Sauerkrautfabrik. Direkt angrenzend an das industriell geprägte Viertel wurde bis weit ins 20. Jahrhundert hinein auf einigen Anwesen noch Milchwirtschaft und Schweinezucht betrieben. Bis in das Jahr 1979 existierten ein Geflügelhof und eine Fischhandlung.
Im Zweiten Weltkrieg wurde ein großer Teil der Häuser zerstört und auf der Hangseite zugunsten eines geplanten Grünzuges nicht wieder aufgebaut. Heute sind nur noch einige der inzwischen modern ausgestatteten Herbergshäuser als Zeitzeugen vorhanden. Die Mietshäuser auf der hangabgewandten Seite wurden ab den 1960er Jahren im Stil der jeweiligen Zeit wieder aufgebaut und werden nach und nach in Eigentumswohnungen umgewandelt.

## Frühere Betriebe
- Hausnummer 2–4: Hoffischerei von Mitte des 16. Jahrhunderts bis ins 19. Jahrhundert – anschließend Bettfedernfabrik Billigheimer und Einstein, 1934 arisiert[5]. Nach dem Krieg: Stanzerei von Rohde & Schwarz, dann bis 1992 Zentrale von Kaut-Bullinger. Heute ein Bürokomplex unter anderem mit dem Deutschen Jugendinstitut als Mieter.
- Hausnummer 7: Bauernhof
- Hausnummer 26: Historisches Wirtshaus Zum Jägerwirt
- Hausnummer 40: Sauerkrautfabrik Braun & Wagner

## Gegenwärtige Betriebe
- Hausnummer 38: Hotel am Nockherberg
- Hausnummer 48 (später: 50): Kunstschmiede Nüssel

## Verkehrsanbindung
- U1, U2 und U7 (Bahnhof Kolumbusplatz)
- Buslinie 52 (Haltestelle Taubenstraße)
- Buslinie 58 (Haltestelle Kolumbusplatz)